# ヴァールボーイ (小惑星)
ヴァールボーイ (839 Valborg) は小惑星帯に位置する小惑星である。ハイデルベルクのケーニッヒシュトゥール天文台でマックス・ヴォルフによって発見された。
アダム・エーレンシュレーヤー (Adam Gottlob Oehlenschläger)の演劇『Axel e Valborg』のヒロインにちなんで命名された。